# Епимах Пелусиот
Свети мученик Епимах Пелусиот је египатски мученик и светитељ из 3. века.
Био је родом из Мисира. Тамо је живео аскетским животом на гори Пелусијум. Да би се издржавао, радио је као ткач заједно са своја два сапутника Теодором и Калиником. Са 27 година је чуо да Полемије, гувернер Египта, прогања и мучи хришћане у Александрији. Отишао у Ел-Бакроуг, (близу Демера) и тамо уништио паганске идоле, и исповедио да је и он хришћанин.
Апелије, епарх Александрије, наредио је да Епимарха жестоко муче. Кап његове крви попрскала је очи слепој девојци и она је истог трена прогледала. Девојка и њена породица су прешли у хришћанство и такође су страдали. Бесан, намесник је наредио да се Епимаху мачем одсече глава.
Глувонеми војник је додирнуо тело, и он је одмах чуо и проговорио. Неки од хришћана из града Едкуа су узели тело и након молитви поред њега се догодило неколико знамења и чуда. Његови рођаци из Демере однели су тело у Ел-Бармун  са великом чашћу. Намесник је тело дао умотати у скупе плаштанице и саградио цркву по имену Епимаха, где је тело стављено. Његово мученичко страдање десило се око 250. године.
Православна црква прославља светог епимаха 31. октобра.